# Eskilstuna konserthall

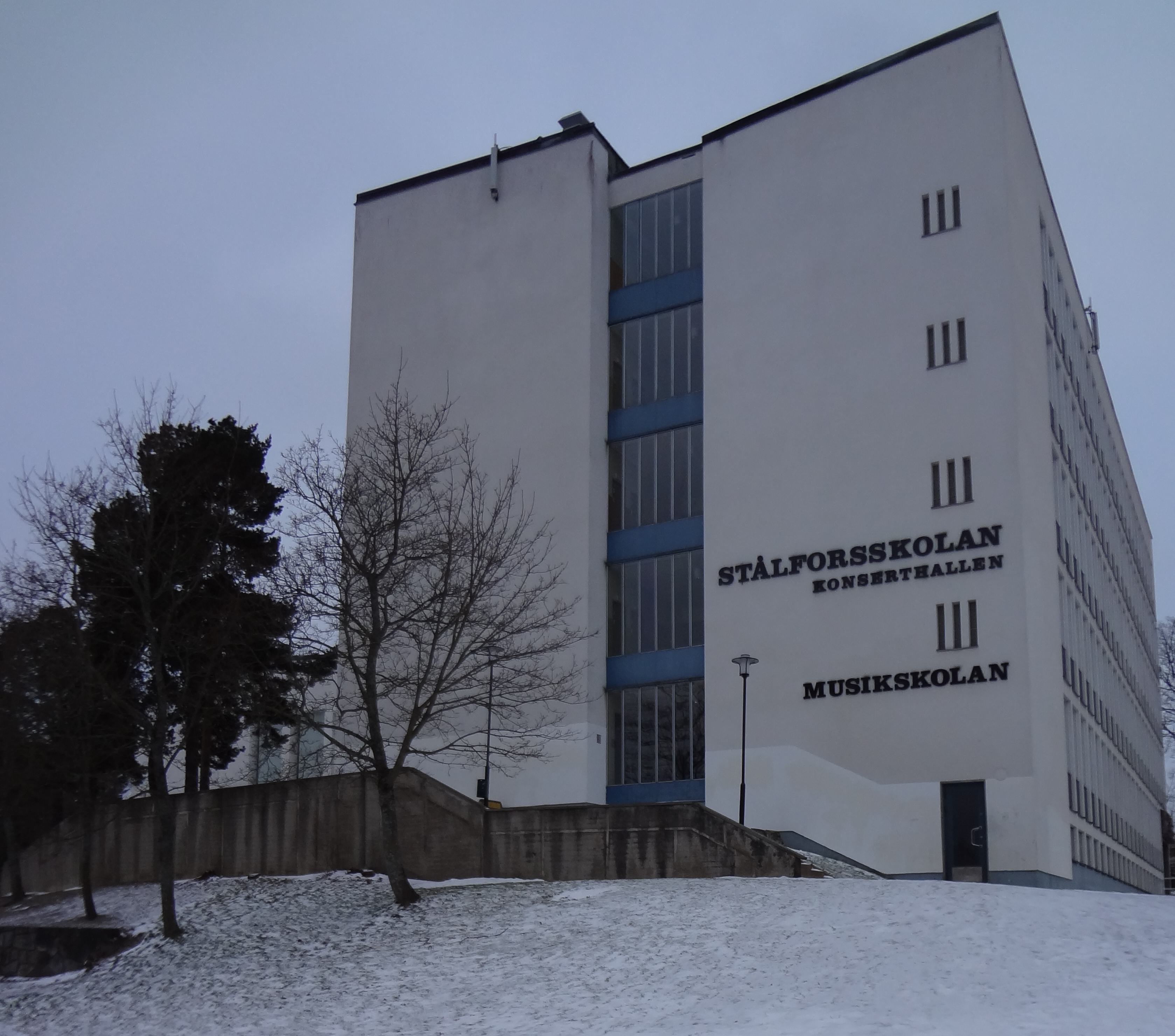
Eskilstuna konserthall i Stålforsskolan.

Eskilstuna konserthall är belägen vid Gillbergaplan ca 1 km från Eskilstunas centrala delar.
Den byggdes år 1965. I början användes den av Sveriges Radios symfoniorkester för repetition och inspelning och uppmärksammades då för sin goda akustik. Konserthallen är lämplig för akustisk musik och har en djupt sluttande hall som rymmer 494 sittplatser.
År 1997 gjordes en renovering där stolarna och golvet byttes ut. Även anläggningen för ljud och ljus moderniserades och området bakom scenen byggdes om. Vid denna ombyggnation togs skrivpulpetrar bort för att hallen skulle bli mer av en konserthall och mindre verka som skolans aula. En ny entré uppfördes år 2014.
Konserthallen används av flera orkestrar inom Eskilstuna Kulturkola, och av Stålforsskolans musikklasser. Av orkstrarna används den för repetition på vardagskvällarna, och för konserter. Av musikklasserna används den för deras terminskonserter, och ibland för repetition. 
Konserthallen har ett modernt ljud- och ljussystem med rörliga led-lampor, äldre lampor och ett avancerat ljudsystem som passar till alla sorters musik. Det finns många mikrofoner av oika slag och en rökmaskin. Högst upp i konserhallen finns ett ljusbord och ett ljudbord som används under konserter. Det finns också möjlighet att ha en live-sändning genom att använda kameror, mikrofoner, och redigeringsbordet i Kulturkolans studio under evenemanget. 